# Ildefons von Arx

Ildefons von Arx

Ildefons von Arx (* 3. Oktober 1755 in Olten als Urs Joseph Nicolaus von Arx; † 16. Oktober 1833 in St. Gallen) war ein Schweizer Mönch, Historiker und von 1823 bis 1833 Stiftsbibliothekar in der Stiftsbibliothek St. Gallen.

## Leben und Wirken
Nach seiner schulischen Ausbildung in Olten, Toggenburg und St. Gallen trat von Arx 1773 mit 18 Jahren als Novize in das Benediktinerkloster St. Gallen ein und nahm ein Jahr später bei seiner Profess den Ordensnamen Ildefons an. Seine Priesterweihe war im Jahr 1781. Er war ein Freund des letzten St. Galler Abtes Pankraz Vorster und stand in Opposition zum Fürstabt Beda Angehrn, dessen Schuldenwirtschaft er nicht billigte. Aus diesem Grund wurde er 1788 nach Hemberg und im September 1789 nach Ebringen im Breisgau versetzt, wo Vorster bereits seit 1788 strafversetzt war.
In Ebringen schrieb von Arx 1792 die Geschichte der Herrschaft Ebringen. 1796 wurde er von Vorster, der inzwischen die Nachfolge von Fürstabt Angehrn angetreten hatte, nach St. Gallen zurückberufen. Er war 1797 Mitglied der St. Galler Interimsregierung. Während er das Oltner und St. Galler Archiv ordnete, schrieb er mehrere Geschichtswerke. Sein bedeutendstes Werk waren die drei Bände Geschichten des Kantons St. Gallen (1810–1813). Diese behandeln den historischen Hintergrund des neu geschaffenen Kantons. Als das Stift 1805 endgültig aufgehoben wurde, arbeitete er als Gehilfe des Archivars Konrad Meier.
Im Jahr 1813 wurde von Arx der Leiter des St. Galler Priesterseminars, darauf folgten 1817 der Erziehungsrat und 1824 nach dem Tod seines Freundes und Vorgängers Johann Nepomuk Hauntinger die Anstellung als Stiftsbibliothekar sowie die Berufung zum Domherr des Doppelbistums Chur-St. Gallen und als Geistlicher Rat des Bischofs. Er arbeitete auch bei den ersten beiden Bänden der Scriptores in folio der Monumenta Germaniae Historica mit, wo er annalistische Texte aus St. Galler Handschriften sowie Viten und die Casus Sancti Galli veröffentlichte. Er stand mit anderen zeitgenössischen Geschichtsforschern wie z. B. Joseph von Laßberg in regem Austausch.
Nach ihm ist der Ildefonsturm in Olten benannt.

## Schriften

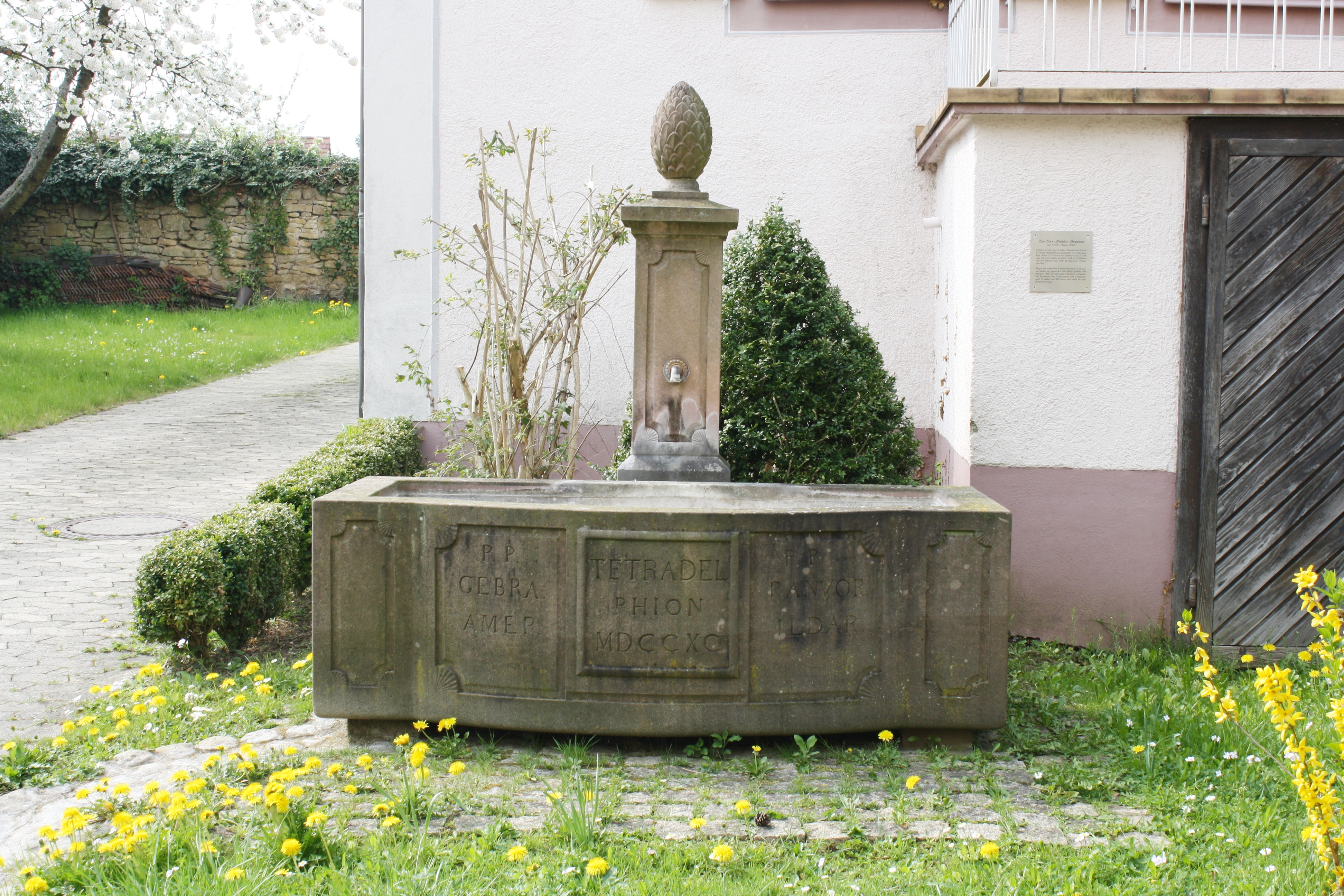
Replik des Brunnens der vier Brüder vor dem Pfarrhaus in D-79285 Ebringen, urspr. errichtet 1790 von vier von St. Gallen nach Ebringen exilierten Mönchen. Rechts oben auf dem Brunnen PANVOR für Pankraz Vorster, der spätere letzte St. Galler Fürstabt, rechts unten ILDAR für Ildefons von Arx

- Geschichte der Herrschaft Ebringen im Jahre 1792 (Google-Buchsuche).
- Geschichte der Stadt Olten. 1802.
- Geschichte der Landgrafschaft Buchsgau.
- Geschichten des Kantons St. Gallen. 3 Bände 1810–1813.
  - Geschichten des Kantons St. Gallen. Band 1 (Google-Buchsuche). St. Gallen 1810. Nachdr. mit einer Einf. durch Michael Vogler, Rorschach 1987, ISBN 3-85819-114-0.
  - Geschichten des Kantons St. Gallen. Band 2 (Google-Buchsuche). St. Gallen 1811. Nachdr. mit einer Einf. durch Michael Vogler, Rorschach 1987, ISBN 3-85819-115-9.
  - Geschichten des Kantons St. Gallen. Band 3 (Google-Buchsuche). St. Gallen 1813. Nachdr. mit einer Einf. durch Michael Vogler, Rorschach 1987, ISBN 3-85819-116-7.
- als Herausgeber: Reimchronik des Appenzellerkrieges. Von einem Augenzeugen verfaßt und bis 1405 fortgesetzt (Google-Buchsuche). St. Gallen 1813.
- Die Ursachen der Aufhebung des Stiftes St. Gallen. In zwey Briefen (Google-Buchsuche). 1805.